# Лебедева, Ольга Олеговна
Ольга Олеговна Лебедева (6 ноября 1965, Москва) — советская и российская актриса. Заслуженная артистка Российской Федерации (2006).

## Биография
Родилась 6 ноября 1965 года в Москве.
Снимается в кино с 1984 года.
В 1987 году окончила ВТУ им. М.С. Щепкина (курс О. Соломиной, Ю. Соломина). С 1989 года — актриса московского театра «У Никитских ворот», где является одной из ведущих актрис театра. Также играет в «Театриуме на Серпуховке» (спектакль «Электричка») и в Лобненском театре "Камерная сцена". 
Преподавала актёрское мастерство в "Московском Областном Колледже Искусств", а также в "Институте Русского театра" п/р Марка Розовского. В 2011 году, будучи заслуженной артисткой, снялась в фильме своих студентов-выпускников Института Русского театра - "И навсегда в глазах звездное небо...".

## Театральные работы
«Театр «У Никитских ворот» п/р Марка Розовского»
Заслуженная артистка театра
- Соня в «Дяде Ване» А. Чехова,
- Ольга Петровна в «Романе о Девочках» В. Высоцкого,
- Варя в «Вишневом саду» А. Чехова,
- Дэзи в «Носорогах» Э. Ионеско,
- Оля в спектакле «Ох!» М. Розовского,
- Шарлотта в «Дон Жуане» Ж. Б. Мольера,
- Луиза в «Пире во время чумы» А. Пушкина,
- Крошка в «Собаках» К. Сергиенко
- Джульетта в «Эй, Джульетта!» Э. Кишона
- Елена Сергеевна в "Дорогая Елена Сергеевна[2]" Л. Разумовской
- Грейс в "Над пропастью во ржи[3]" Д. Сэлинджера

«Театриум на Серпуховке» п/р Терезе Дуровой»
- Тамара в «Электричке» Т. Михайлюк

Драматический театр в Лобне «Камерная сцена»
- Лидия Жильбер в «Старомодной комедии» А. Арбузова,
- Невеста в «Комнате невесты» В. Красногорова
- Бабушка в "Мой райончик"

## Фильмография
- 1984 — Манька
- 1987 — Везучая — Света, подруга
- 1988 — Брызги шампанского — медсестра
- 1989 — Сталинград — Люба
- 1990 — Рок-н-ролл для принцесс — Флорина
- 1991 — Оружие Зевса
- 1992 — Анкор, ещё анкор — Вера Довгвило, лейтенант
- 1992 — Гамбринус — Сонька
- 1992 — Сумасшедшая любовь
- 1993 — Ангелы смерти — Надя
- 1999 — Два Набоковых — сестры-акробатки
- 2004 — МУР есть МУР
- 2004 — 2013 — Кулагин и партнёры — эпизоды
- 2005 — Адъютанты любви — шумная особа
- 2005 — Александровский сад — Брянцева
- 2007 — Кто в доме хозяин? — Мария Ивановна
- 2010 — Преступление будет раскрыто-2 — Наталья Ивановна
- 2011 — И навсегда в глазах звёздное небо… — продавщица и странная женщина
- 2022 — Екатерина II. Закат Великой — императрица Екатерина Великая.
- 2023 — Я хочу! Я буду! — — мать Надежды и Светы

## Признание и награды
- 1989 — обладательница премии "Первый на Фриндже" Эдинбургского театрального фестиваля за роль Лизы в спектакле "Бедная Лиза".
- 1992 — в телевизионном конкурсе "Петербургский ангажемент" заняла 1 место.
- 1995 — была номинирована на премию за лучшую женскую роль ученицы в спектакле "Урок" на фестивале Ионеско в г. Кишиневе.